# Bahnhof Ikeda
Der Bahnhof Ikeda (jap. 池田駅, Ikeda-eki) ist ein Bahnhof auf der japanischen Insel Hokkaidō. Er befindet sich in der Unterpräfektur Sorachi auf dem Gebiet der Gemeinde Ikeda.

## Beschreibung

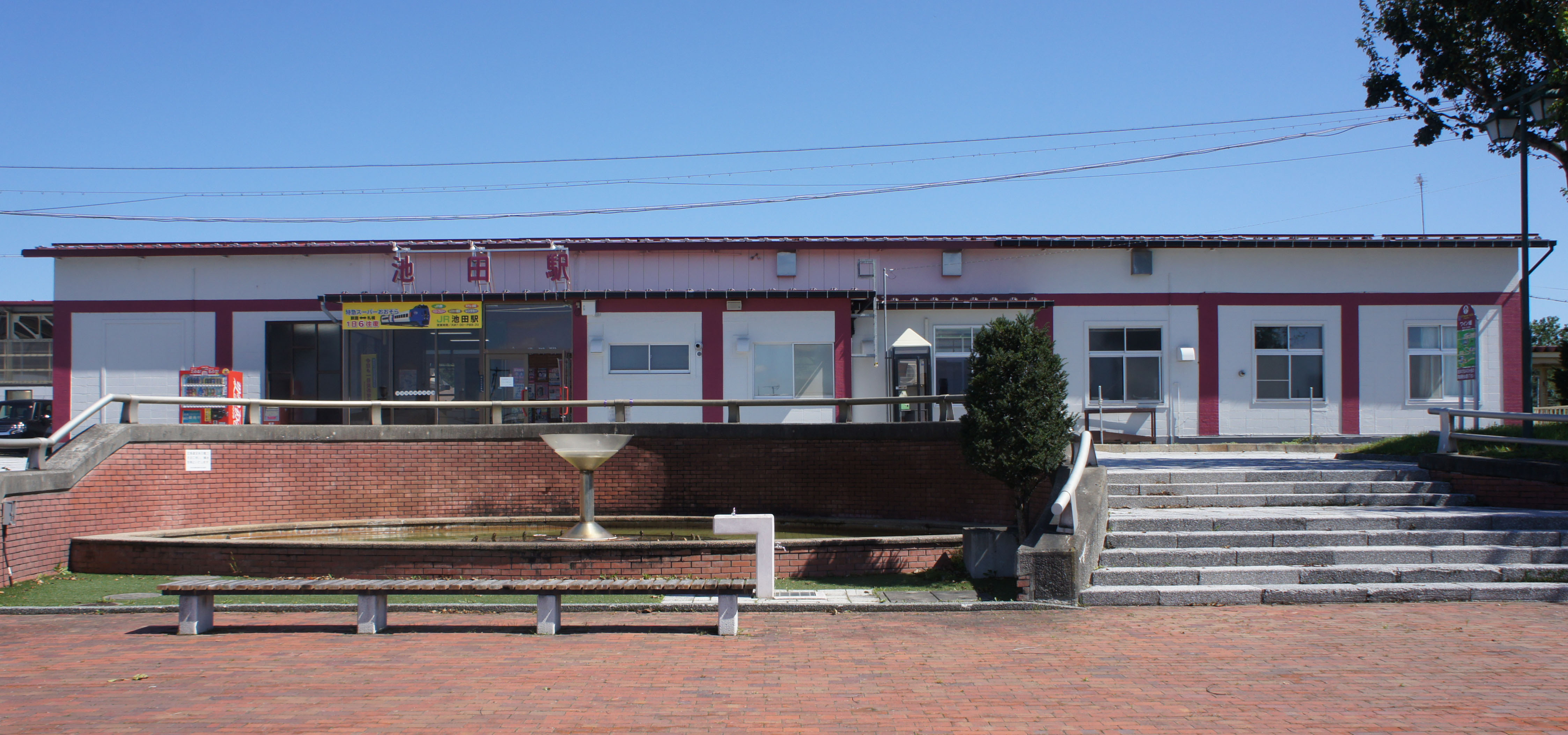
Bahnhofsgebäude

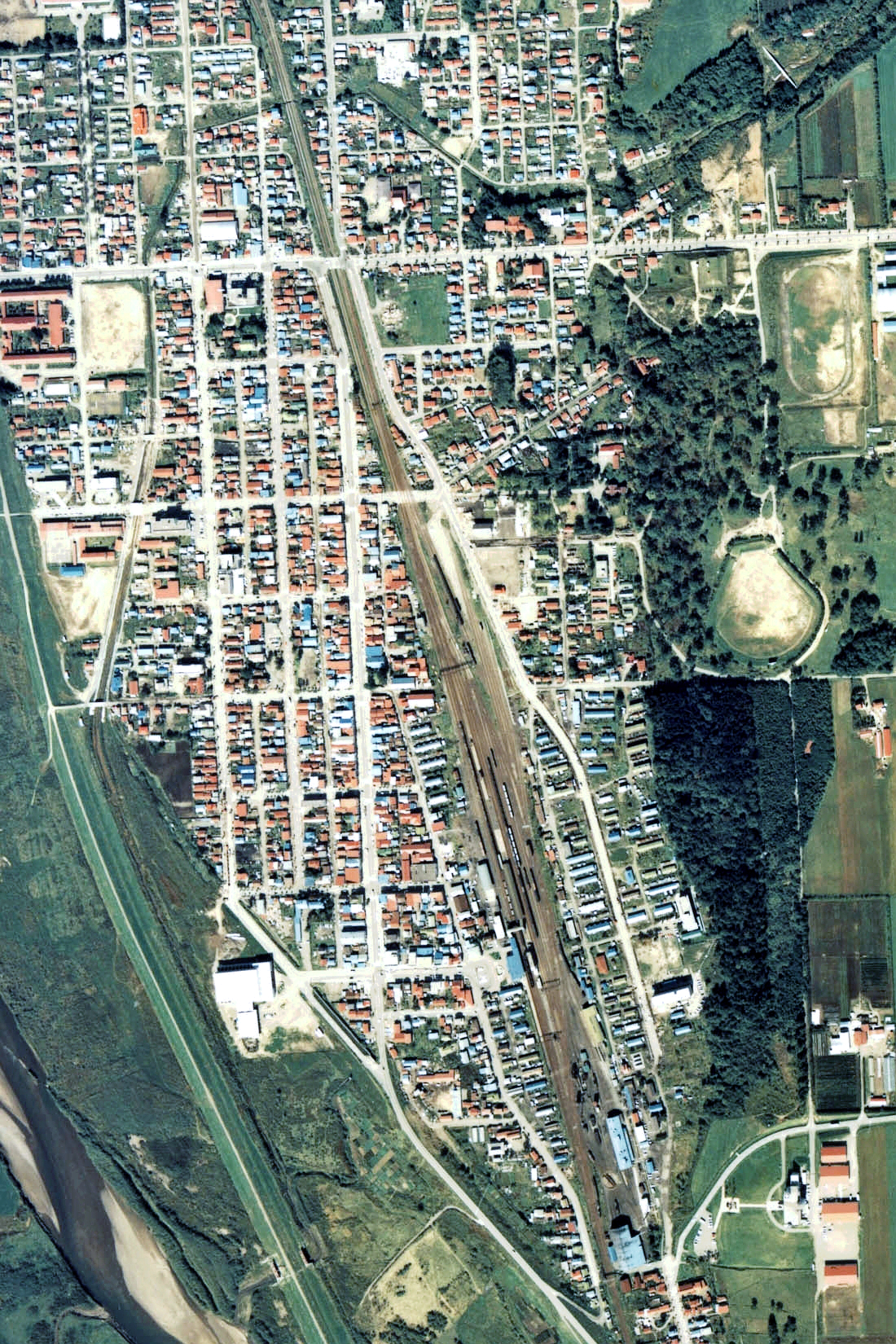
Luftansicht (1977)

Ikeda ist ein Zwischenbahnhof und früherer Trennungsbahnhof an der Nemuro-Hauptlinie. Diese führt von Takikawa über Obihiro und Kushiro nach Nemuro und wird von der Gesellschaft JR Hokkaido betrieben. In Ikeda halten die Schnellzüge Super Ōzora, die sechsmal täglich von Sapporo nach Kushiro und zurück verkehren. Hinzu kommen alle ein bis zwei Stunden Regionalzüge zwischen Shintoku und Kushiro. Vor dem Bahnhof befindet sich eine Bushaltestelle der Gesellschaft Tokachi Bus.
Der Bahnhof liegt am südlichen Ortsrand und ist von Norden nach Süden ausgerichtet. Er besitzt vier Gleise, von denen zwei dem Personenverkehr dienen. Sie liegen an einem teilweise überdachten Mittelbahnsteig, der durch eine gedeckte Überführung mit dem Empfangsgebäude an der Westseite der Anlage verbunden ist. Nördlich des Bahnhofs steht ein zweigleisiges Depot zum Abstellen von Bahndienstfahrzeugen.

## Geschichte
Die staatliche Gesellschaft Hokkaidō Kansetsu Tetsudō baute von Asahikawa und Kushiro ausgehend eine Bahnstrecke zur Erschließung des östlichen Teils der Insel. Am 15. Dezember 1904 nahm sie das Teilstück zwischen Toshibetsu und Toyokoro in Betrieb, zusammen mit dem Bahnhof Ikeda. 1905 ging die Zuständigkeit an das Eisenbahnamt (das spätere Eisenbahnministerium) über. Dieses eröffnete am 22. September 1910 die Chihoku-Linie von Ikeda nach Rikubetsu und verlängerte sie im darauf folgenden Jahr nach Abashiri.
1961 nahm die Japanische Staatsbahn ein neues Bahnhofsgebäude in Betrieb. Aus Kostengründen stellte sie am 1. Februar 1984 den Güterumschlag ein, am 14. März 1985 auch die Gepäckaufgabe. Im Rahmen der Staatsbahnprivatisierung ging der Bahnhof am 1. April 1987 in den Besitz der neuen Gesellschaft JR Hokkaido über.
JR Hokkaido plante die Stilllegung der Chihoku-Linie, übertrug sie aber am 4. Juni 1989 an die Hokkaidō Chihoku Kōgen Tetsudō, eine von regionalen Gebietskörperschaften getragene Gesellschaft. Die Chihoku-Linie erhielt dabei die neue Bezeichnung Furusato-Ginga-Linie. Der neuen Besitzerin gelang es jedoch nicht, die Linie rentabel zu betreiben, sodass sie am 21. April 2006 endgültig stillgelegt werden musste. Seither wird der Bahnhof Ikeda nur noch von der Nemuro-Hauptlinie erschlossen.